# Isla Aristizábal
Isla Aristizábal är en ö i Argentina.   Den ligger i provinsen Chubut, i den södra delen av landet, 1 400 km sydväst om huvudstaden Buenos Aires.